# Cursorius coromandelicus
Il corridore indiano (Cursorius coromandelicus, Gmelin 1789) è un uccello della famiglia Glareolidae.

## Sistematica
Cursorius coromandelicus non ha sottospecie, è monotipico.

## Distribuzione e habitat
Questo corrione vive in India, Sri Lanka, Pakistan, Nepal e Bangladesh.